# Copa Real Federación Española de Fútbol (fase autonómica del País Vasco)
La fase autonómica del País Vasco de la Copa Real Federación Española de Fútbol, es un campeonato oficial organizado por la Federación Vasca de Fútbol (FVF), bajo el auspicio de la Real Federación Española de Fútbol (RFEF), que enfrenta anualmente a algunos equipos del País Vasco.

## Historia
En la temporada 1993-94 se recupera la Copa Real Federación Española de Fútbol. Esta fase se desarrollará a nivel regional y podrán participar, mediante inscripción voluntaria, todos los equipos de la correspondiente federación territorial, de Primera Federación, Segunda Federación y Tercera Federación, de la pasada temporada que no se hayan clasificado bien a la Copa del Rey, o bien a la fase nacional de la Copa Real Federación Española de Fútbol.
El campeón acude a la fase nacional de la Copa Real Federación Española de Fútbol.
En función de lo que marque el Reglamento de Competiciones de Ámbito Estatal para la temporada, cada federación regional tendrá que comunicar, en fecha que determine el Departamento de Competiciones, el nombre del equipo que hubiese adquirido el derecho para 
participar en la Fase Nacional.

## Ediciones
| Edición | Temporada | Campeón                  | Subcampeón               | Resultado             |
| ------- | --------- | ------------------------ | ------------------------ | --------------------- |
| I       | 1993-94   | Amurrio Club             | Mondragón C. F.          | 3-1                   |
| II      | 1994-95   | C. D. Aurrerá de Vitoria | S. D. Gernika Club       | -                     |
| III     | 1995-96   | S. D. Lemona             | Zalla U. C.              | 1-0 / 0-0             |
| IV      | 1996-97   | S. D. Lemona             | Amurrio Club             | 2-1 / 1-0             |
| V       | 1997-98   | C. D. Elgoibar           | Zalla U. C.              | 0-2 / 3-0             |
| VI      | 1998-99   | Real Unión C.            | C. D. Aurrerá de Vitoria | 2-0 / 2-1             |
| VII     | 1999-2000 | S. D. Lemona             | -                        | Liga de 4 equipos     |
| VIII    | 2000-01   | Amurrio Club             | Zalla U. C.              | Liga de 3 equipos     |
| IX      | 2001-02   | S. D. Beasain            | Real Sociedad "B"        | 1-0 / 5-1             |
| X       | 2002-03   | C. D. Aurrerá de Vitoria | S. D. Eibar "B"          | Liga de 3 equipos     |
| XI      | 2003-04   | Amurrio Club             | Sestao River Club        | Liga de 3 equipos     |
| XII     | 2004-05   | C. D. Aurrerá de Vitoria | -                        | Único equipo inscrito |
| XIII    | 2005-06   | S. D. Indautxu           | C. D. Aurrerá de Vitoria | 0-0 / 4-1             |
| XIV     | 2006-07   | Amurrio Club             | S. D. Lemona             | 2-1 / 0-0             |
| XV      | 2007-08   | S. D. Amorebieta         | Zarautz K. E.            | 1-0 / 3-1             |
| XVI     | 2008-09   | S. D. Leioa              | S. D. Gernika Club       | Liga de 3 equipos     |
| XVII    | 2009-10   | Barakaldo C. F.          | Club Portugalete         | Liga de 3 equipos     |
| XVIII   | 2010-11   | S. D. Lemona             | Amurrio Club             | 3-1 / 2-2             |
| XIX     | 2011-12   | S. D. Lemona             | Zalla U. C.              | Liga de 3 equipos     |
| XX      | 2012-13   | Zalla U. C.              | C. D. Aurrerá de Vitoria | 3-2 / 5-1             |
| XXI     | 2013-14   | S. D. Balmaseda F. C.    | Deportivo Alavés "B"     | Liga de 3 equipos     |
| XXII    | 2014-15   | Real Unión C.            | S. D. Gernika Club       | 1-1 / 2-0             |
| XXIII   | 2015-16   | Deportivo Alavés "B"     | Berio F. T.              | 1-0 / 0-0             |
| XXIV    | 2016-17   | Deportivo Alavés "B"     | Zalla U. C.              | 2-0 / 6-2             |
| XXV     | 2017-18   | Deportivo Alavés "B"     | C. D. Getxo              | 1-0 / 4-1             |
| XXVI    | 2018-19   | Real Unión C.            | S. D. Zamudio            | 2-0 / 2-2             |
| XXVII   | 2019-20   | S. C. D. Durango         | Real Unión C.            | Liga de 3 equipos     |
| XXVIII  | 2020-21   | S. D. Balmaseda F. C.    | Real Unión C.            | 1-0                   |
| XXIX    | 2021-22   | S. D. Leioa              | -                        | Único equipo inscrito |
| XXX     | 2022-23   | Real Unión C.            | S. D. Leioa              | 2-1 / 3-2             |
| XXXI    | 2023-24   | Real Unión C.            | C. D. Derio              | 1-0                   |
| XXXII   | 2024-25   | Sestao River Club        | S. D. Gernika Club       | 1-0                   |

## Palmarés
| #  | Equipo                   | Títulos | Temporadas                                    |
| -- | ------------------------ | ------- | --------------------------------------------- |
| 1  | Real Unión C.            | 5       | 1998-99, 2014-15, 2018-19, 2022-23 y 2023-24. |
| 2  | S. D Lemona              | 5       | 1995-96, 1996-97, 1999-00, 2010-11 y 2011-12. |
| 3  | Amurrio Club             | 4       | 1993-94, 2000-01, 2003-04 y 2006-07.          |
| 4  | C. D. Aurrerá de Vitoria | 3       | 1994-95, 2002-03 y 2004-05.                   |
| 5  | Deportivo Alavés "B"     | 3       | 2015-16, 2016-17 y 2017-18.                   |
| 6  | S. D. Leioa              | 2       | 2008-09 y 2021-22.                            |
| 7  | S. D. Balmaseda F. C.    | 2       | 2013-14 y 2020-21.                            |
| 8  | C. D. Elgoibar           | 1       | 1997-98.                                      |
| 9  | S. D. Beasáin            | 1       | 2001-02.                                      |
| 10 | S. D. Indautxu           | 1       | 2005-06.                                      |
| 11 | S. D. Amorebieta         | 1       | 2007-08.                                      |
| 12 | Barakaldo C. F.          | 1       | 2009-10.                                      |
| 13 | Zalla U. C.              | 1       | 2012-13.                                      |
| 14 | S. C. D. de Durango      | 1       | 2019-20.                                      |
| 15 | Sestao River Club        | 1       | 2024-25.                                      |